# ولسوالی تروو
تروو یکی از ولسوالیهای ولایت پکتیکا در جنوب خاوری افغانستان است با جمعیت نزدیک به ۱۵۳۳۲ نفر.